# Opisthonema libertate
Opisthonema libertate és una espècie de peix pertanyent a la família dels clupeids.

## Descripció
- Pot arribar a fer 30 cm de llargària màxima (normalment, en fa 22).
- 13-21 radis tous a l'aleta dorsal i 12-23 a l'anal.[3][4][5]

## Reproducció
És ovípar amb larves i ous planctònics.

## Alimentació
Menja fitoplàncton (dinoflagel·lats i diatomees).

## Depredadors
A Mèxic és depredat pel marlí ratllat (Tetrapturus audax).

## Hàbitat
És un peix marí, pelàgic-nerític i de clima tropical (28°N-3°S, 112°W-78°W).

## Distribució geogràfica
Es troba al Pacífic oriental: des de Santa Rosalita (Baixa Califòrnia, Mèxic) fins a Punta Sal i Punta Picos (el Perú).

## Ús comercial
Es comercialitza en conserva, com a farina de peix i per a produir oli.

## Observacions
És inofensiu per als humans.